# Laurent Angenot
Laurent Mathieu Joseph Angenot (Verviers, 31 juli 1873 – Den Haag, 30 november 1949) was een Belgisch violist.

## Persoonlijke achtergrond
Hij werd geboren binnen het gezin van Hubert Joseph Angenot en Marie Catherine Melanie Charlier. Hij trouwde met de in Spa geboren Jeanne Amelie Body. Laurent Hubert Joseph Angenot, hoogleraar planologie aan de Technische Hogeschool Delft, was hun zoon. In 1939 werd Laurent Angenot benoemd tot officier in de Kroonorde van België. Het echtpaar overleed in november 1949 (zij circa 11 november) en werd begraven te Spa.
Neef Alphonse Angenot (Verviers, circa 1902 – aldaar 2 september 1929) was eveneens Belgisch violist. Hij was oprichter en leider van het Quatuor Argenot, dat in de jaren twintig furore maakte tot in de Verenigde Staten. Hij stierf echter voordat hij zich verder kon ontplooien.

## Muzikale loopbaan
Laurent Angenot kreeg zijn muzikale opleiding van zijn vader, van violist Louis Kéfer, hoofd van de muziekschool in Verviers en van Eugène Ysaÿe te Brussel. Hij was violist in orkesten te Parijs (d’Harcourt), Spa (Kurorkest), In 1891 maakte hij samen met zijn leraar Kéfer onderdeel uit van het Quatuor Verviers. In 1896 werd hij benoemd tot docent aan het Conservatorio Superior de Música y Declamación de Barcelona. In 1897 werd hij door een jury onder leiding van Henri Viotta benoemd tot soloviolist van het orkest van de Fransche Opera in Den Haag. Hij nam tevens plaats in de Haagsche Kamermuziek Vereeniging en zat diverse malen in examencommissies dan wel concours-juries. Op 28 december 1905 gaf hij samen met Max Reger een door hemzelf geïnitieerd concert ter uitvoering van Regers werken in Diligentia. Hij was van 1906 tot 1910 soloviolist en tweede concertmeester van het Residentieorkest en van 1909 tot 1938 gaf hij les aan het conservatorium in Den Haag (1909-1938). Hij was daar collega van Henri Heytze en leraar van onder meer Francis Koene, Marinus Adam en Frans van de Wiel. Hij werd aan het conservatorium opgevolgd door Joachim Röntgen. Naast bovenstaande functies gaf hij soloconcerten in West-Europa, met name in Spanje, Nederland, België en Duitsland.

## Composities
Van zijn hand verscheen een aantal werken:
- Mélodie voor cello met orkest of piano (1899)
- Sonate pour violon et piano opus 9 (1924), opgedragen aan zijn vrouw
- Mélancolie opus 10 (1926) voor viool of cello met pianobegeleiding
- Mélodie voor cello (1927)
- Strijkkwartet (1932)
- Comme autrefois opus 11 (1944), opgedragen aan Frans van der Wiel
- Page intime opus 19 voor strijkkwartet (1944)

- International Standard Name Identifier: 0000 0003 9566 3140
- Nederlandse Thesaurus van Auteursnamen: 251863204
- Virtual International Authority File: 290417159
- WorldCat: E39PBJpdTrcgHhJYGFk4vHfH4q